# جاكوب رالف أباربانيل
جاكوب رالف أباربانيل (6 ديسمبر 1852 - 9 نوفمبر 1922) كان محاميا ومؤلف وكاتب مسرحي أمريكي من مدينة نيويورك.

## النشأة
ابن لتاجر الفراء رودولف أباربانيل وزوجته روزاليا. متزوج من كورنيليا إل إيتون، من جيرسي سيتي، في 30 يونيو 1892. بعد تخرجه من كلية مدينة نيويورك في عام 1872 وكلية الحقوق بجامعة كولومبيا في عام 1874، صار خبيراً في المدينة.

## السيرة الأدبية
أثناء ممارسته القانون، كتب أيضًا القصص والمقالات ومسلسلات المجلات والمسرحيات طوال حياته.
بينما تم نشر بعض الأعمال والترجمات باسمه، استخدم أيضًا الأسماء المستعارة 'Ralph Royal' و 'Paul Revere'. من أشهر أعماله كتب ؛ الزوج النموذج (1881) وسر رئيس الجامعة (1892)، وفي مجال الدراما ؛ كونتيسة مونتي كريستو (1902) وقلب الناس (1909). كما نَشر ترجمات قصص من الفرنسية والألمانية.